# I Love You 兔
〈I Love You 兔〉是马来西亚创作型歌手黄明志与韩国著名唱片骑师DJ SODA合作演唱的2023年（兔年）新春贺岁歌曲。

## 背景
黄明志每逢农历新年前都会推出与生肖相关的新春歌曲。他曾开玩笑的表示，如果他把十二生肖的新春贺岁歌曲都写了一遍之后，他可能开始写一些关于星座歌曲。

## 制作
黄明志在幕后花絮时指出，他创作这首歌的目的是想要打破新年的传统迷思，认为新年不单单只是华人的专署节日，更是来自各国各个种族庆祝的佳节。所以，他认为的最佳合作对象是有庆祝农历新年但又不是华人的艺人。之后，他想到了自己关注许久的“女神”DJ SODA。在黄明志私讯邀约合作的三个月前，他发现DJ SODA曾透过Instagram私讯他（以讨论合作事宜）。她表示，她之前就十分期待能够与黄明志一起合作。于是，当DJ SODA首次听到歌曲demo时就被打动，直呼这首歌是她的“幸运歌曲”。合作之前DJ SODA并不知道有需要跳舞，再加上她并不擅长跳舞。她是在抵达拍摄现场时才知道自己需要与伴舞一起跳舞。虽然如此，她为了这首歌曲的音乐视频而当场练舞。黄明志表示本以为这次的合作多少都回有一些冲突，结果是出乎意料的顺利。
音乐制作方面，黄明志为了更完美呈现这首歌曲，特别找来马来西亚音乐大师周国仪（Mac Chew）进行编曲。歌曲还使用了巴西嘉年华常用的铜管跟号角元素，并搭配英国EDM的改编混音。

### 音乐视频
主体拍摄在马来西亚吉隆坡的著名旅游景点鬼仔巷进行，由马来西亚新晋导演黄泽亿Joe Ee执导。在歌曲的音乐视频中黄明志饰演的角色为追求美丽兔女郎（DJ SODA饰演）的“富一代”，歌曲呈现了浓烈的复古与欢乐的氛围。位于地下酒吧的场景则是采用一镜到底的拍摄手法。
音乐视频于2022年12月30日通过Youtube频道发布，截至目前为止，音乐视频已经在马来西亚的「Youtube Trending Music」排行第五。

### 歌词
歌词内容则讲述了一百多年前的1920年代南洋时代，以世界各国移民潮为社会背景，运用中西合并的概念呈现各国人一同欢度佳节，载歌载舞的热闹非凡的场景。